# Basil Weber
Basil Weber (* 11. Dezember 1989) ist ein schweizerisch-deutscher American-Football-Spieler auf der Position des Offensive Tackles.

## Werdegang
Weber begann 2009 bei den Geneva Whoppers mit dem American Football. Zur Saison 2013 schloss er sich den LUCAF Owls aus Lausanne an. In seiner ersten Saison dort wurde er teamintern als Rookie des Jahres ausgezeichnet. Mit den Owls stieg er zudem in die Nationalliga A auf. Nach der Saison 2015 legte Weber eine Karrierepause ein. 2018 schloss er sich den Thonon Black Panthers an. Für die GFL-Saison 2019 wurde Weber von den New Yorker Lions verpflichtet. Bei den Lions fungierte Weber als Starter auf der Position des Left Tackles. Nach Abschluss der regulären Saison wurde er in das GFL North All-Star Team berufen. Mit den Lions gewann er den German Bowl XLI. Weber wäre 2020 nach Braunschweig zurückgekehrt, doch musste die GFL-Saison aufgrund der Covid-19-Pandemie abgesagt werden. Zur Vaahteraliiga-Saison 2021 wurde Weber von den Kuopio Steelers verpflichtet. Auch in Finnland wurde Weber in das All-Star Team berufen. Mit den Steelers gewann er die Vaahteramalja XLII. Zum Jahresende wurde Weber vom Sportmagazin American Football International in das All-Europe Team gewählt.
Im Januar 2022 wurde Weber in den vorläufigen Kader der deutschen Herren-Nationalmannschaft berufen. Zur Saison 2022 der European League of Football (ELF) verpflichteten ihn die Frankfurt Galaxy. Bei einer Bilanz von acht Siegen bei vier Niederlagen belegte Galaxy den dritten Rang in der Central Conference und verpasste somit die Playoffs. Für die ELF-Saison 2023 unterschrieb Weber einen Vertrag bei den Raiders Tirol. Nach einem Jahr in Innsbruck kehrte er zu den Kuopio Steelers in die finnische Liga zurück.